# VDL Kusters Midcity
De VDL Kusters MidCity of VDL MidCity is een minibus met lage instap, bestemd voor het openbaar vervoer op rustige lijnen. De bus wordt gebouwd op basis van een Mercedes-Benz-chassis en motor en voldoet aan de Euro 5/EEV-normen. Hij is in verschillende lengtes leverbaar, van 6,3 tot 8 meter en 8 tot 15 zitplaatsen.
De MidCity Electric is een elektrische variant met een lengte van 8 meter, die geschikt is voor binnensteden en dunbevolkte gebieden. De bus heeft een verlaagde vloer om passagiers en rolstoelgebruikers een makkelijke instap en doorloop te bieden. Daarnaast geeft de wielbasisverlenging flexibiliteit in type en aantal zitplaatsen. De MidCity Electric beschikt over een 87kWh-batterij met een actieradius van maximaal 220 km. VDL Bus & Coach bracht dit elektrische model in de loop van 2018 op de markt.
In 2018 zouden 62 elektrische Midcity's ingezet worden om heel Noord-Holland Noord te bestrijken, maar Connexxion kwam daarop terug toen bleek dat chauffeurs, reizigers, gemeenten en de provincie de capaciteit van twintig passagiers te klein vonden. Op enkele plaatsen in de regio heeft de bus weliswaar dienst gedaan, maar Connexxion besloot de Berkhof Ambassador te blijven gebruiken tot er voldoende VDL Citea's beschikbaar zouden zijn. Vier van deze busjes werden per 10 december 2023 alsnog in Noord-Holland Noord - het geplande inzetgebied - ingezet.

## Maatvoering
| Type           | 6,4 m           | 7 m             | 7,4 m           | 7,4 m           | 8 m             |
| -------------- | --------------- | --------------- | --------------- | --------------- | --------------- |
| Lengte         | 6 362 mm        | 6 944 mm        | 7 344 mm        | 7 344 mm        | 8 044 mm        |
| Breedte        | 2 036 mm        | 1 985 mm        | 1 985 mm        | 1 985 mm        | 1 985 mm        |
| Hoogte         | 1 960 mm        | 2 800 mm        | 2 800 mm        | 2 800 mm        | 2 800 mm        |
| Wielbasis      | 4 035 mm        | 4 325 mm        | 4 325 mm        | 4 325 mm        | 5 025 mm        |
| Vooroverbouw   | 0 947 mm        | 1 004 mm        | 1 004 mm        | 1 004 mm        | 1 004 mm        |
| Achteroverbouw | 1 380 mm        | 1 615 mm        | 2 015 mm        | 2 015 mm        | 2 015 mm        |
| Capaciteit     | ca. 15 personen | ca. 25 personen | ca. 30 personen | ca. 30 personen | ca. 35 personen |
| Zitplaatsen    | 8               | 11 + 3          | 11 + 3          | 11 + 3          | 11 + 4          |
| Staanplaatsen  | 7               | 10              | 15              | 15              | 19              |
| Rolstoelplaats | 1               | 1               | 1               | 1               | 2               |

## Inzetgebieden
| Bedrijf                  | Type             | Series             | Aantal | Inzet | Opmerking | Afbeelding |
| België                   | België           | België             | België | België | België | België     |
| ------------------------ | ---------------- | ------------------ | ------ | --- | --- | ---------- |
| De Lijn                  | Midcity II       | 5817-5857          | 41     | Vlaams Gewest                                                                                                 | |            |
| De Morgenstond           | Midcity II       | 440543             | 1      | Limburg | |            |
| Ferry Cars               | Midcity II       | 501428             | 1      | West-Vlaanderen                                                                                               | |            |
| Ferry Cars               | Midcity II       | 501229             | 1      | West-Vlaanderen                                                                                               | |            |
| Gino Tours               | MidCity          | 201606             | 1      | | |            |
| Teyssen                  | Midcity II       | 301203             | 1      | Vlaams-Brabant                                                                                                | |            |
| Teyssen                  | Midcity II       | 400423             | 1      | Limburg | |            |
| Teyssen                  | Midcity II       | 400425             | 1      | Limburg | |            |
| VBM                      | Midcity          | 100405-100406      | 2      | Antwerpen | |            |
| Zwalmbus                 | Midcity II       | 201207             | 1      | Oost-Vlaanderen                                                                                               | Wordt geëxploiteerd door Egmont Autobusuitbating, in opdracht van Zwalmbus. |            |
| Italië                   |                  |                    |        | | |            |
| ARST                     | Midcity II       | 0112-2912          | 29     | Sardinië | |            |
| Luxemburg                |                  |                    |        | | |            |
| Voyages Erny Wewer       | Midcity II       | EW2814             | 1      | Luxemburg | |            |
| Voyages Erny Wewer       | Midcity II       | EW2819             | 1      | Luxemburg | |            |
| Voyages Erny Wewer       | Midcity II       | EW2829             | 1      | Luxemburg | |            |
| Voyages Josy Clement     | Midcity II       | JC6017             | 1      | Luxemburg | Buiten dienst |            |
| Voyages Josy Clement     | Midcity II       | JC6031-JC6032      | 2      | Luxemburg | |            |
| Nederland                |                  |                    |        | | |            |
| Area                     | MidCity          | 26-29              | 4      | Stadsdienst Oss                                                                                               | Ex-MTI 01-11, 01-12, 01-13, 02-23 |            |
| Arriva                   | MidCity          | 6025-6028          | 4      | P+R Citybus Groningen                                                                                         | Afgevoerd |            |
| Arriva                   | MidCity Electric | 6094               | 1      | West-Brabant                                                                                                  | Reed voorheen op achtereenvolgens de stadsdienst van Leeuwarden en Vlieland. |            |
| Arriva                   | MidCity          | 6110               | 1      | Assen | Deze bus was eigendom van de Asser Taxicentrale / Vervoersmanagement Noord-Nederland (VMNN) en reed als servicebus in Assen in opdracht van Arriva. Een jaar later kwamen er nieuwe bussen voor de servicebus, de bus is daarna verkocht maar niet geëxporteerd. |            |
| BBA                      | MidCity          | 1050-1061          | 11     | Stads- en streekdienst Hoogeveen-Meppel                                                                       | Ex-MTI |            |
| Connexxion               | MidCity          | 1902, 1903         | 2      | Haarlem-IJmond, Parkshuttle Rivium                                                                            | 1903 is geëxporteerd |            |
| Connexxion               | MidCity          | 1950-1957          | 8      | Haarlem-IJmond, Noord-Holland Noord                                                                           | 1952 en 1954 reden in Noord-Holland Noord. Verbouwd naar elektrisch en hernummerd naar 7667-7674. |            |
| Connexxion               | MidCity I CNG    | 3684               | 1      | Haarlem-IJmond, Midden-Zeeland                                                                                | |            |
| Connexxion               | MidCity          | 7224               | 1      | Buurtbus 401 (Hoofddorp - Bennebroek)                                                                         | |            |
| Connexxion               | MidCity          | 7300               | 1      | Buurtbus 506 (Hattem - Wilsum)                                                                                | |            |
| Connexxion               | MidCity          | 7380-7381          | 2      | Hoeksche Waard-Goeree Overflakkee                                                                             | |            |
| Connexxion               | MidCity II       | 7413-7417          | 5      | Zuidwest-Drenthe                                                                                              | |            |
| Connexxion               | MidCity          | 7418-7420          | 3      | Zuidwest-Drenthe                                                                                              | Voorheen BBA, daarvoor MTI. Buiten dienst. |            |
| Connexxion               | MidCity Electric | 7571-7632          | 62     | Noord-Holland Noord, Haarlem-IJmond, Zeeland                                                                  | Deze bussen zouden in de zomer van 2018 in Noord-Holland Noord in dienst komen, maar dat werd niet gehaald. Uiteindelijk kwamen de 7571-7577 en 7583 in januari 2019 in dienst. Ze voldeden echter niet en werden na een paar dagen weer ingeleverd bij VDL. De 7573-7577 en 7583 zijn in de zomer van 2019 alsnog voor Connexxion gaan rijden, maar wel in de concessie Zaanstreek. Na afloop van die concessie in december 2023 verhuisden de 7573-7576 alsnog naar waar ze eigenlijk hadden moeten rijden, namelijk Noord-Holland Noord. De 7577 ging toen rond Haarlem rijden en de 7583 reed toen al een kleine twee jaar in Zeeland. In 2025 was de 7577 het vijfde voertuig die, net als de 7573-7576 alsnog in Noord-Holland Noord ging rijden, waar deze al vanaf 2018 had moeten rijden. De andere bussen zijn niet onder deze nummers bij Connexxion gaan rijden. De 7623, 7624, 7626, 7628-7632 kwamen later in dienst als 7646-7653 omdat hun oorspronkelijke nummers inmiddels waren ingenomen door andere bussen. De andere bussen uit deze serie zijn verkocht. De 7594 is naar Van Oeveren gegaan als 109. De 7601, 7608, 7611, 7613, 7617, 7618, 7621 en 7622 zijn naar EBS gegaan als 9104, 9101, 9102, 9105, 9106, 9103, 9107 en 9108 (in die volgorde). |            |
| Connexxion               | MidCity Electric | 7646-7653          | 8      | Haarlem-IJmond                                                                                                | Ex 7623, 7624, 7626, 7628-7632. Waren tijdelijk vanwege de verbouwing van 1950-1957 tot 7667-7674. |            |
| Connexxion               | MidCity Electric | 7667-7674          | 8      | Haarlem-IJmond, Noord-Holland Noord                                                                           | Ex 1950-1957 |            |
| Connexxion Taxi Services | MidCity II       | 7415               | 1      | Overijssel | Reed in opdracht van Syntus. Uit dienst |            |
| Connexxion Taxi Services | MidCity          | 48489-48492        | 4      | Arnhem Nijmegen, Groningen-Drenthe                                                                            | |            |
| Connexxion Taxi Services | MidCity          | 49416-49421        | 6      | Zuidoost-Brabant                                                                                              | |            |
| EBS                      | MidCity          | 9011-9018          | 8      | Voorne-Putten en Rozenburg, Haaglanden                                                                        | De 9017 rijdt in de concessie Haaglanden Streek |            |
| EBS                      | MidCity Electric | 9101-9108          | 8      | Zaanstreek-Waterland                                                                                          | Waren oorspronkelijk bedoeld voor Connexxion, maar daar hebben ze nooit gereden. |            |
| EBS                      | MidCity          | 9201-9207          | 7      | Haaglanden Streek, Voorne Putten                                                                              | 9201 en 9202 rijden in Voorne-Putten en 9203-9207 in Haaglanden |            |
| Hermes                   | MidCity          | 1056, 1057         | 2      | Zuidoost-Brabant, Veluwe-Zuid                                                                                 | Ex TCR |            |
| Hermes                   | MidCity          | 7200-7222          | 23     | Zuidoost-Brabant                                                                                              | |            |
| Hermes                   | MidCity          | 48489-48491        | 3      | | Ex CTS |            |
| Van Heugten              | MidCity          | 14                 | 1      | Haaglanden Stad                                                                                               | Reed voor HTMbuzz als 2501. Naar Hendriks (België) als 092022. |            |
| Keolis (AllGo)           | MidCity          | 2301               | 1      | Almere | Ex-Syntus Twente, droeg tot 2010 het nummer 201. |            |
| Lotax                    | MidCity II       | BV-BG-65           | 1      | Lijn 1 Dordrecht, Stadspolders - Wielwijk en lijn 75 Gorinchem Station - Sliedrecht Burgemeester Winklerplein | Uit dienst |            |
| Taxi Marcus              | MidCity          | 25-BPH-4           | 1      | Pendeldiensten Schiphol                                                                                       | |            |
| Taxi Marcus              | MidCity          | 46-BLJ-5           | 1      | Pendeldiensten Schiphol                                                                                       | |            |
| Taxi Marcus              | MidCity          | 14-BLV-5           | 1      | Pendeldiensten Schiphol                                                                                       | |            |
| Taxi Marcus              | MidCity          | 13-BPH-4           | 1      | Pendeldiensten Schiphol                                                                                       | |            |
| Taxi Marcus              | MidCity          | 71-BPR-8, 72-BPR-8 | 2      | Pendeldiensten Schiphol                                                                                       | |            |
| MTI                      | MidCity          | 01-09 - 01-21      | 13     | Stadsdienst Oss en stads- en streekdienst Hoogeveen-Meppel                                                    | Overgegaan naar Area en BBA. |            |
| MTI                      | MidCity          | 02-22 - 02-24      | 3      | Stadsdienst Oss en stads- en streekdienst Hoogeveen-Meppel                                                    | Overgegaan naar Area en BBA. |            |
| Next                     | MidCity          | 753                | 1      | Hoeksche Waard-Goeree Overflakkee                                                                             | Connexxion 1179 |            |
| Next                     | MidCity          | 978 - 981          | 4      | Hoeksche Waard-Goeree Overflakkee                                                                             | Rijden in opdracht van Connexxion. Ex TCR. |            |
| Noot                     | MidCity          | 830                | 1      | Veluwe | Reed in opdracht van Syntus. |            |
| Noot                     | MidCity          | 9011 - 9013        | 3      | Voorne-Putten en Rozenburg                                                                                    | |            |
| Noot                     | MidCity          | 9014 - 9018        | 5      | Voorne-Putten en Rozenburg                                                                                    | |            |
| Noot                     | MidCity          | 9201 - 9207        | 7      | Haaglanden Streek, Voorne-Putten en Rozenburg                                                                 | 9201 en 9202 rijden in Voorne-Putten en 9203-9207 in Haaglanden |            |
| Novio                    | Midcity II       | 001-002            | 2      | Stadsdienst Nijmegen                                                                                          | Niet meer in dienst |            |
| Pouw Vervoer             | MidCity          | 1813-1814          | 2      | Lijn 106 (Gouda - IJsselstein) in de concessie provincie Utrecht.                                             | Rijden in opdracht van Syntus |            |
| Syntus                   | MidCity          | 201                | 1      | Achterhoek | BeVerbus Zutphen, bus is inmiddels uit dienst |            |
| Syntus Utrecht           | MidCity          | 138 - 158          | 21     | Provincie Utrecht                                                                                             | |            |
| Taxi Centrale Renesse    | MidCity          | 195                | 1      | Zeeuws-Vlaanderen                                                                                             | Reed in eerste instantie in opdracht van en in de kleurstelling van Veolia Transport, reed later rond in opdracht van en in de kleurstelling van Arriva. Niet meer in dienst. |            |
| Taxi Centrale Renesse    | MidCity          | 604-605            | 2      | Zuidoost-Brabant                                                                                              | Reden in opdracht van Hermes. Naar Hermes. |            |
| Taxi Centrale Renesse    | MidCity          | 978 - 981          | 4      | Hoeksche Waard-Goeree Overflakkee                                                                             | Reden in opdracht van Connexxion. Naar Next. |            |
| Taxi Venderbosch         | MidCity          | 700                | 1      | Achterhoek | |            |
| Van Oeveren              | MidCity Electric | 109                | 1      | Renesse | Ex Connexxion 7594 |            |
| Van Oeveren              | MidCity Electric | 85-BLT-8           | 1      | Renesse | Ex Connexxion 7650 |            |
| VMNN                     | MidCity          | BN-HP-85           | 1      | Kleinschalig OV Groningen-Drenthe                                                                             | ex-Arriva 6110 |            |